# Youngtimer
Dieser Artikel wurde auf der  Qualitätssicherungsseite des Portals Transport und Verkehr eingetragen.
Bitte hilf mit, ihn zu verbessern, und beteilige dich an der Diskussion. (+)

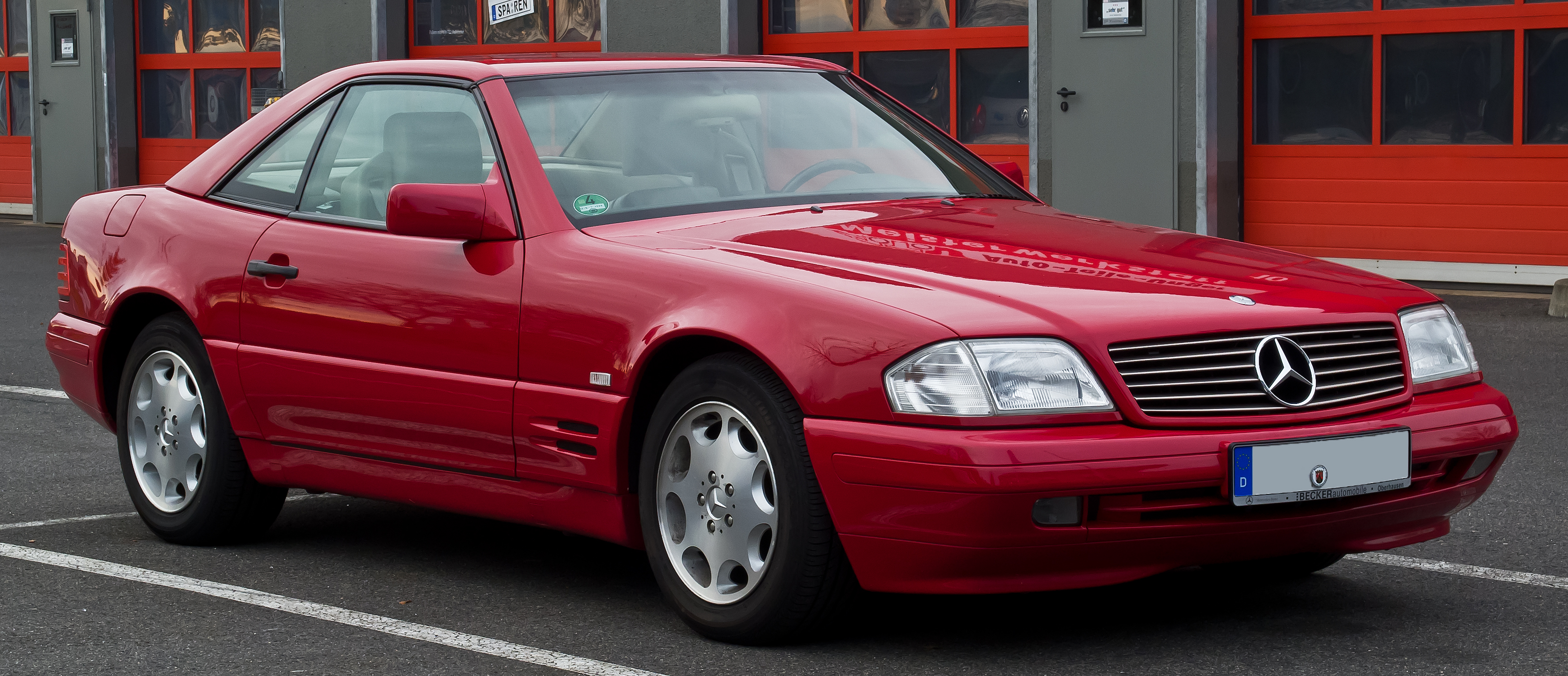
Typischer Youngtimer: Mercedes-Benz SL (Baureihe 129)

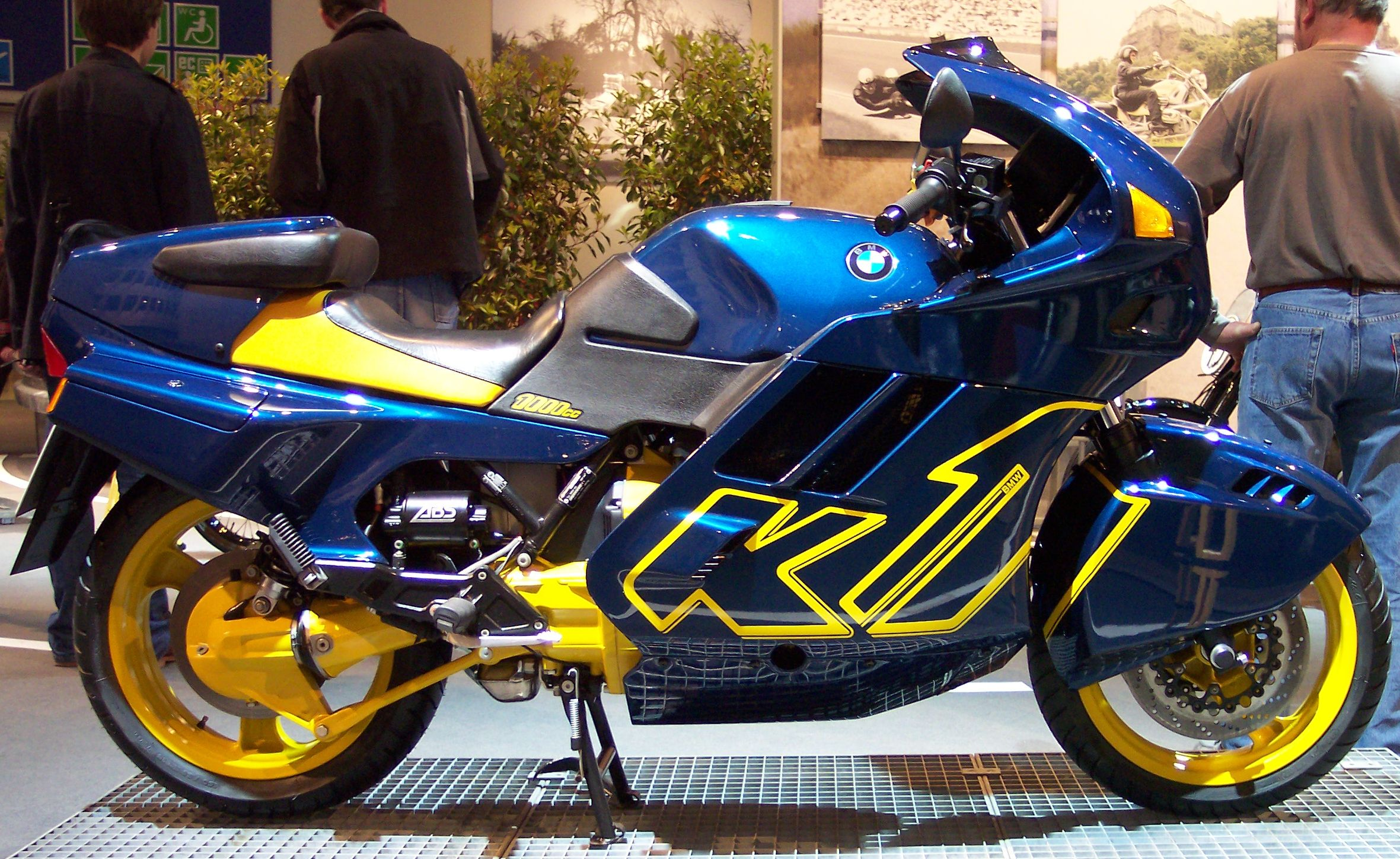
Motorrad-Youngtimer: BMW K1

Youngtimer ist eine Bezeichnung für ältere Kraftfahrzeuge, insbesondere Personenkraftwagen und Motorräder, die als Liebhaberfahrzeuge genutzt werden, aber meist noch nicht als Oldtimer angesehen werden. Beide Begriffe sind Scheinanglizismen, die vergleichbaren englischen Begriffe sind „classic car“ und „modern classic“. Das Wort youngtimer ist in der englischen Sprache unbekannt, „old-timer“ wird dort als Bezeichnung für Veteranen und ältere Menschen verwendet.

## Definition
Im deutschen Sprachgebrauch sind die Grenzen für das Alter eines Youngtimers nicht genau bestimmt. So spricht man teils auch bei einem Kraftfahrzeug mit einem Alter von 15 Jahren von einem Youngtimer, am gebräuchlichsten sind 20 Jahre. Nach oben hin ist die Grenze ebenfalls offen. Da 30 Jahre nach dem Datum der Erstzulassung bei entsprechendem Erhaltungszustand des Fahrzeugs ein sogenanntes „H-Kennzeichen“ am Fahrzeug angebracht werden kann, gilt diese Grenze oft als Schwelle zum Oldtimer.
Die Zeitschrift Youngtimer des Verlags Motor Presse Stuttgart hingegen widmet sich laut Titelseite den Fahrzeugen der 1970er, 1980er und 1990er Jahre. Da die Zeitschrift 2003 erstmals erschienen ist, waren die Fahrzeuge der 1970er Jahre seinerzeit noch in der gängigen Definition. Diese Sichtweise ist durchaus gebräuchlich und definiert – unabhängig vom heutigen Alter – alle Kraftfahrzeuge, die in etwa im letzten Viertel des 20. Jahrhunderts gebaut wurden, als Youngtimer.

## Einordnung von Pkw-Youngtimern
Youngtimer sind bei guter Wartung problemlos alltagstauglich und werden auch noch teilweise als Gebrauchsfahrzeug eingesetzt. Häufig werden sie jedoch in einem Zustand erhalten (oder wieder in einen solchen versetzt), um mit Erreichen von 30 Jahren mit H-Zulassung in den Status als Oldtimer überzugehen. Sie besitzen zum Teil auch schon modernere Technik und eine mit Neuwagen vergleichbare Ausstattung wie eine Klimaanlage, Katalysatoren, elektrisch zu bedienende Funktionen wie elektrische Fensterheber, ein Antiblockiersystem oder Airbags.

## Typen von Pkw-Youngtimern
Besonders beliebt sind Sportwagen oder Oberklasse-Fahrzeuge aus den 1990er Jahren, mitunter auch seltene Coupés und Cabrioletversionen von bekannten Großserienfahrzeugen. Gründe dafür sind der einst hohe Anschaffungspreis und die sicherheitstechnische Ausstattung mit ABS oder Airbag sowie die opulentere Ausstattung (Servolenkung, Klimaanlage) und größere Motorisierung. Vorteile wie ein großer Kofferraum oder ein sparsamer Motor, die für kleinere Wagen sprechen, spielen eine geringere Rolle, so dass Kleinst- und Kleinwagen, auch automobile Meilensteine wie der Fiat Panda, selten von Liebhabern als Youngtimer gepflegt werden. Selbst Fahrzeuge der Kompakt- und Mittelklasse kommen unterproportional als Youngtimer vor. Extrem seltene Fahrzeuge mit geringen Stückzahlen können schon an der Schwelle von 10 Jahren als gefragte Youngtimer gesehen werden. Beispielsweise der BMW Z1, der bereits wenige Jahre nach Produktionseinstellung von Liebhabern gesucht wurde, oder das Lancia Kappa Coupé, das in geringen Stückzahlen bei einer Karosseriemanufaktur in Handarbeit entstand.

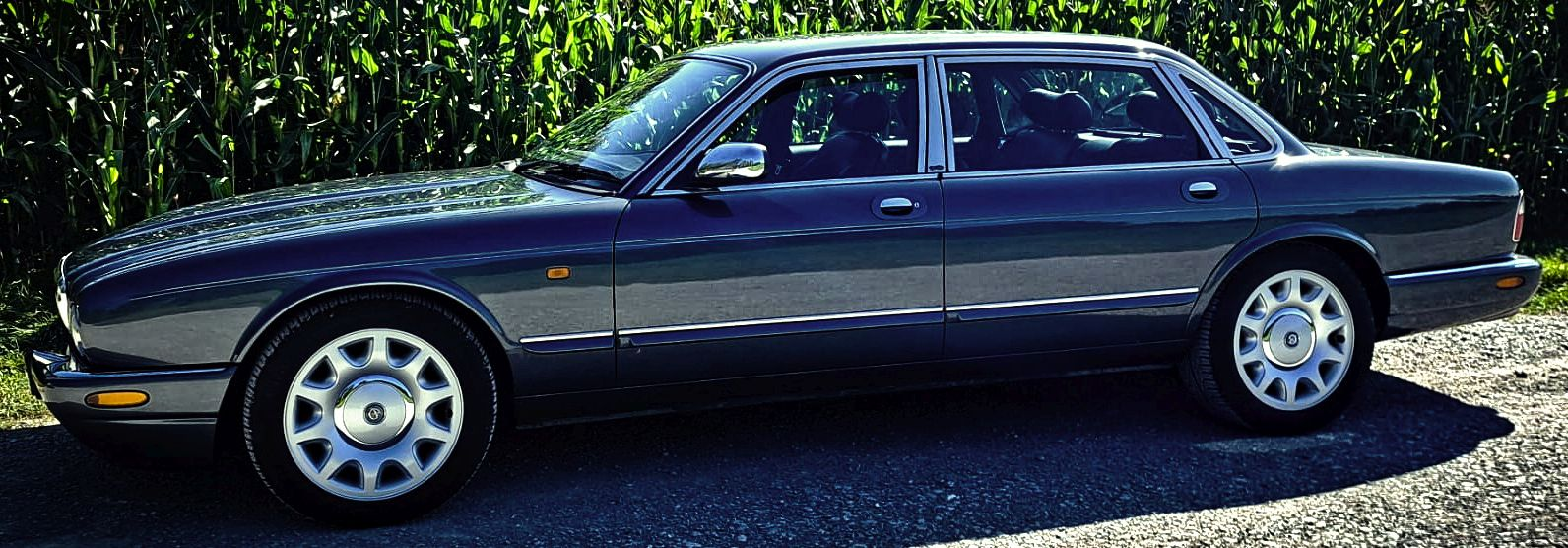
Technisch aufwendige Oberklassefahrzeuge wie der Daimler Super V8, Bj. 1998

## Motorrad-Youngtimer
Nicht nur im historischen Motorrad-Breitensport werden mehr und mehr Rennserien für Hobbyrennfahrer und (Wieder-)Einsteiger mit preisgünstigen Youngtimern wie beispielsweise die MZ Skorpion angeboten. Im Zuge der Retrowellen werden Motorrad-Youngtimer wie beispielsweise die scherzhaft „Flying Brick“ genannten Motorräder der K-Baureihe von BMW häufig als preisgünstige Basis für Do-it-yourself-Umbauten zu Clubman- und Cafe-Racern, Bobbern, Streetfightern,  oder Ratbikes gewählt.

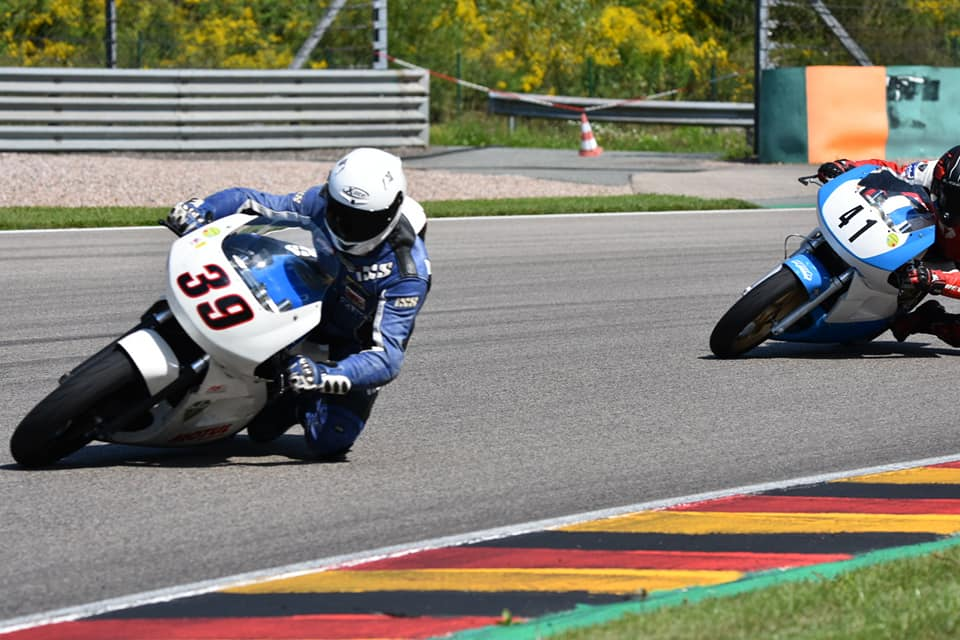
Kostengünstiger Hobby-Rennsport mit Motorrad-Youngtimern (Foto: MZ-Cup am Sachsenring)
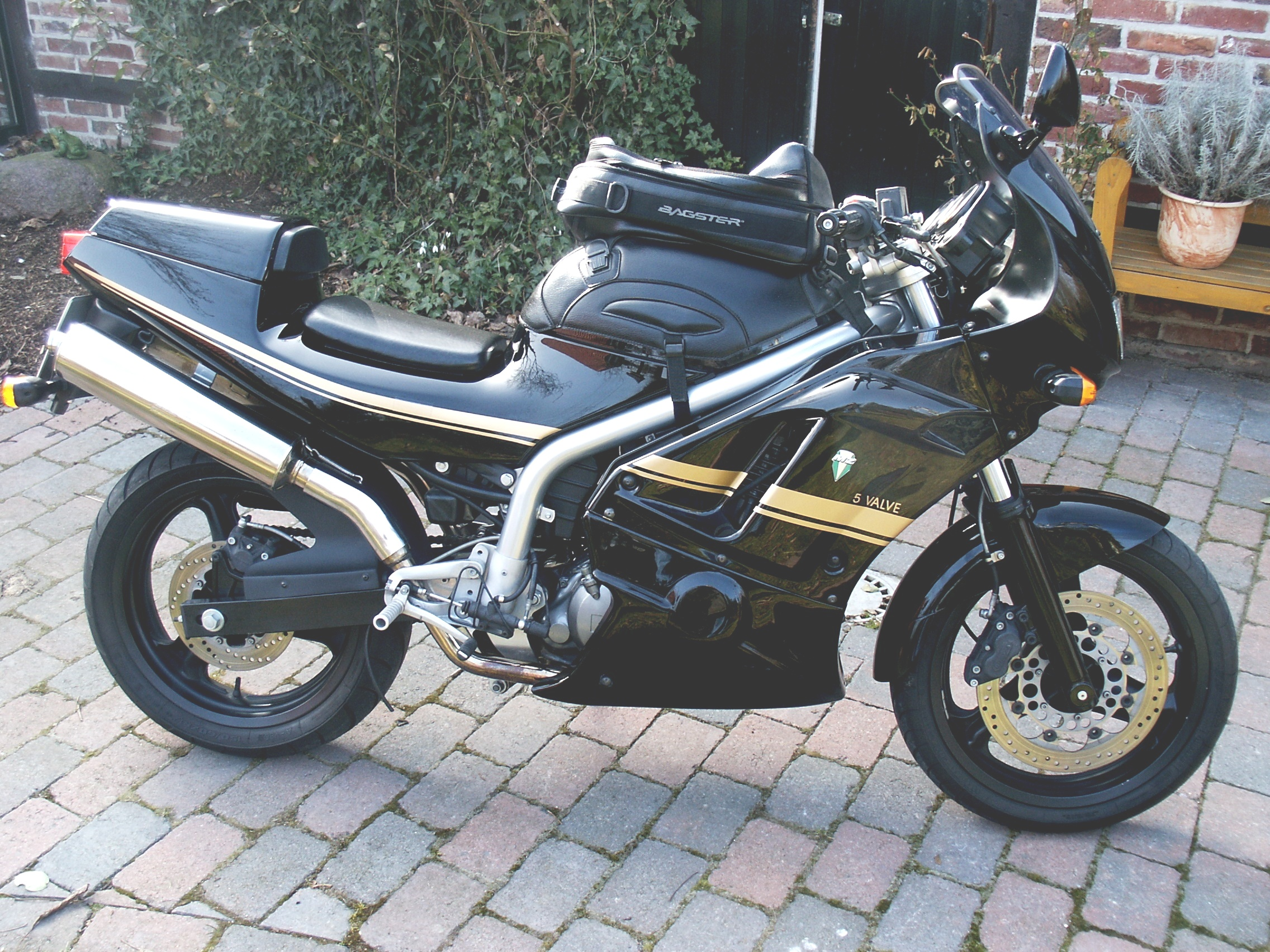
MZ Skorpion Fighter
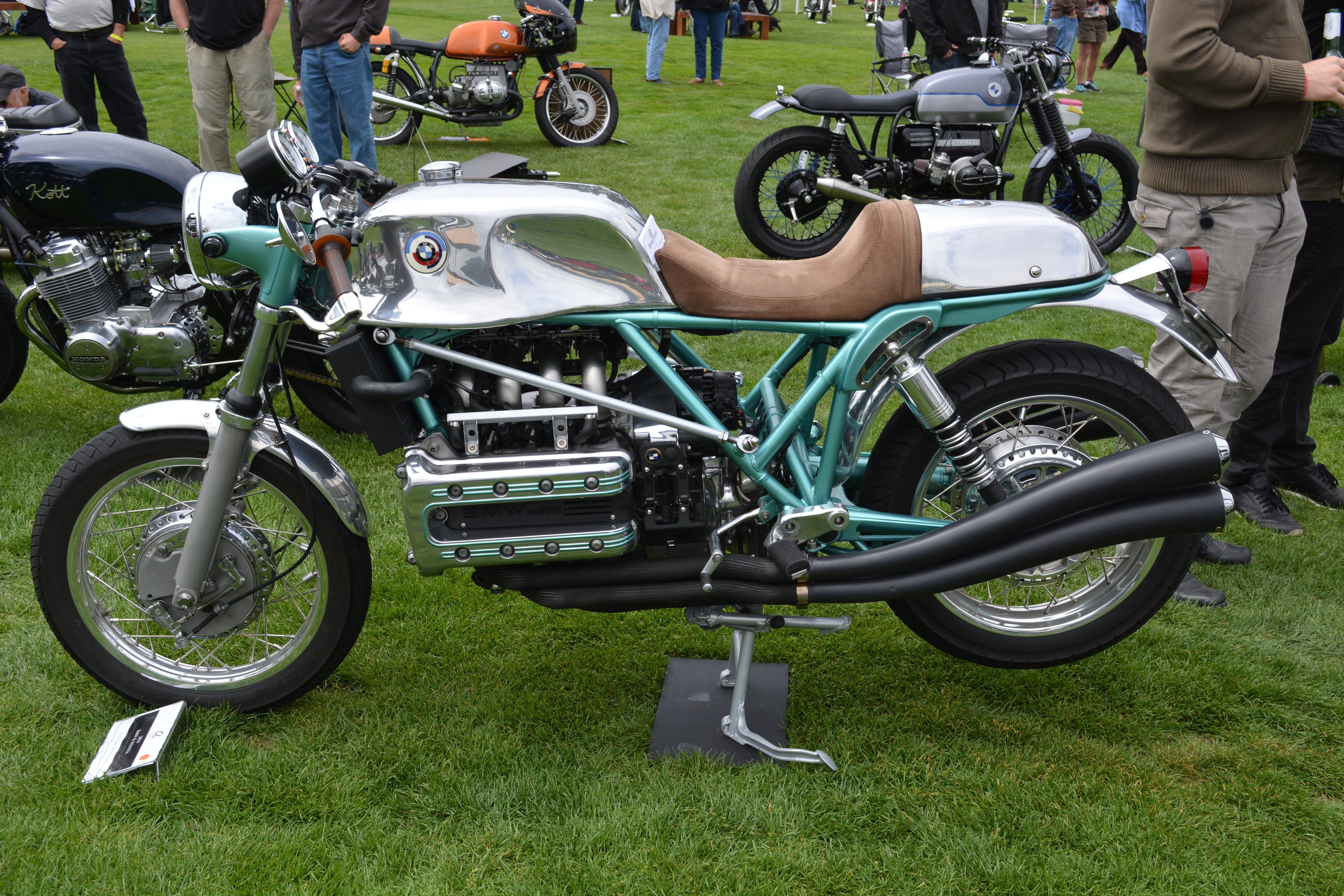
BMW K-Serien-Modell, retrofuturistischer Café-Racer-Umbau
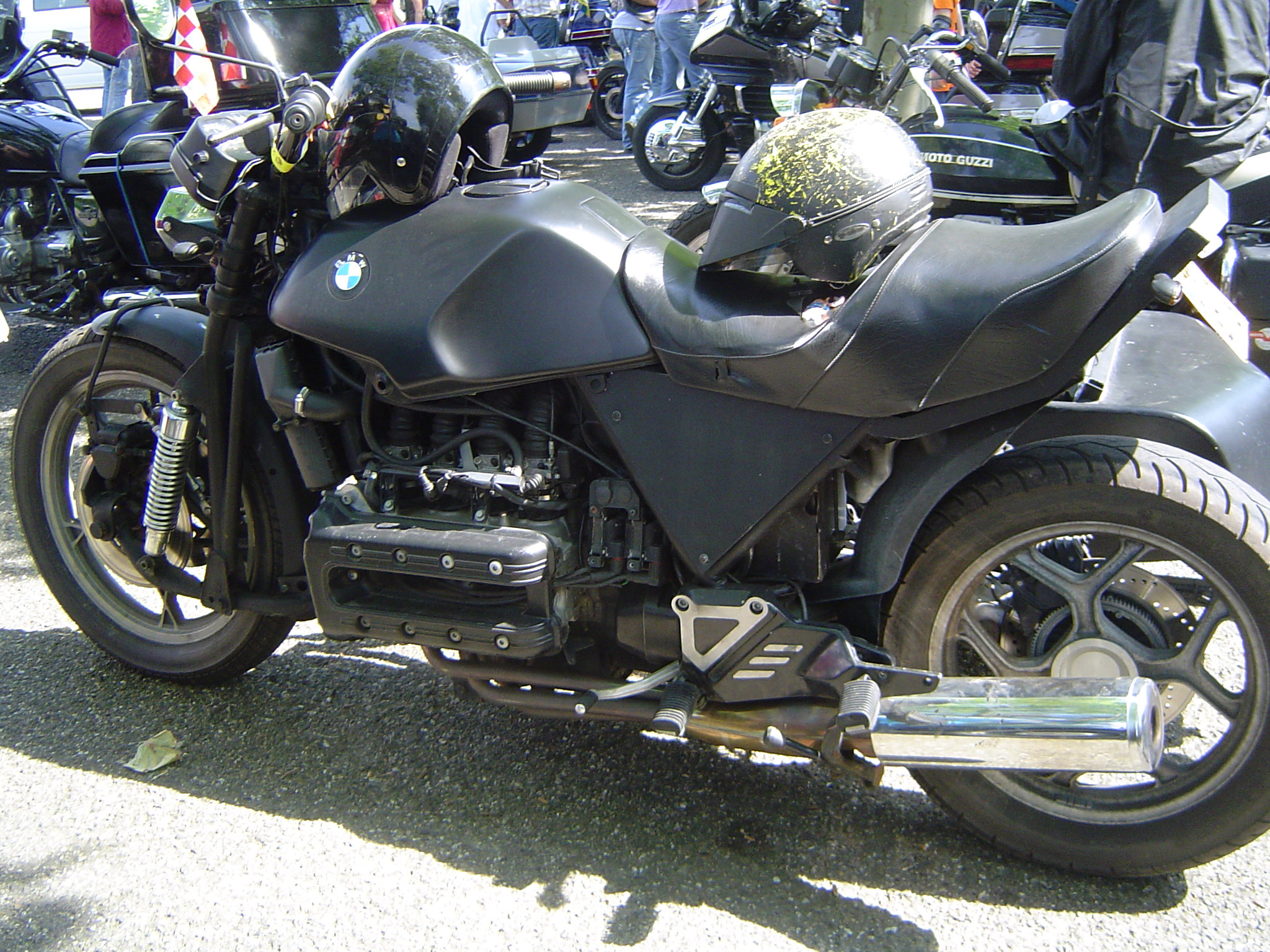
BMW K-Serien-Modell, Ratbike-Gespann-Umbau
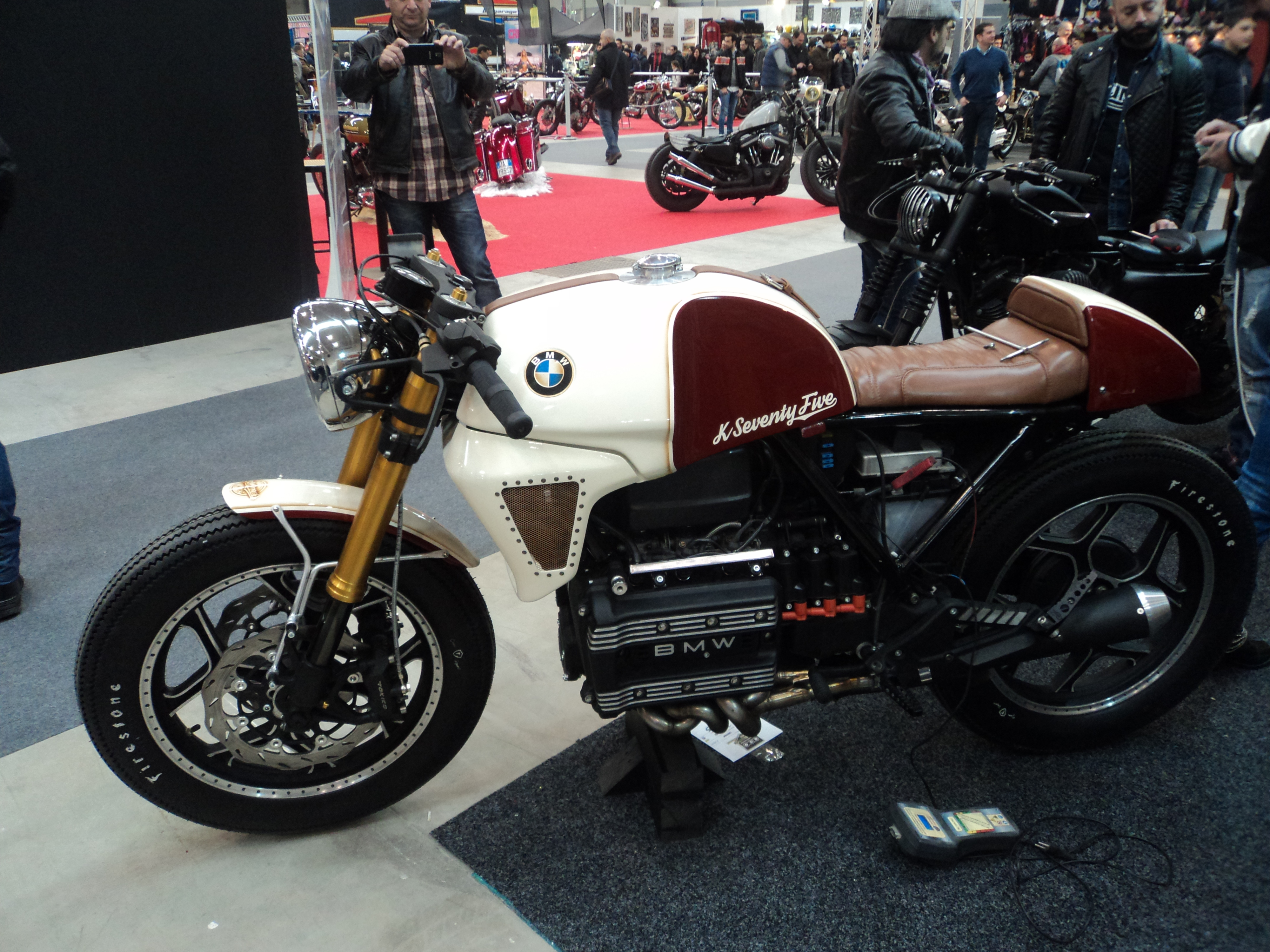
Flying-Brick-Streetfighter-/Bobber-/Café-Racer-Hybridumbau

## Gesetzliche Bestimmungen
In Deutschland ist der Begriff Youngtimer nicht legal definiert. Die FZV enthält lediglich eine Regelung, ab wann Fahrzeuge als Oldtimer eingestuft werden, was diese Fahrzeuge zur Zulassung mit einem  Oldtimerkennzeichen bzw. einem  Roten Kennzeichen für Oldtimer berechtigt.